# Дрохва євразійська
Дро́хва́ євразійська (Otis tarda) — великий птах родини дрохвових (Otididae), єдиний представник свого роду. Гніздиться в Центральній та Південній Європі, де є найбільшим видом птахів, та на більшій частині помірних районів Азії. Європейські популяції зазвичай осілі, тоді як азійські узимку мігрують на південь. Є одним з найбільших птахів України.

## Зовнішній вигляд
На вигляд дрохва нагадує індика. У неї довгі, дуже могутні ноги, довга шия, голова з коротким дзьобом. Вона непогано бігає і літає. Ноги трипалі, пристосовані до ходьби і бігу. Колір оперення — голова, шия і черево сіруваті, спина, крила і хвіст буро-руді в дрібну поперечну смужку. У шлюбний сезон у самця зростають довгі білуваті вуса і рудий нашийник. Розміри самця — понад 1 м в довжину і вагу до 18 кг, самка помітно дрібніша — до 0,75 м і важить не більше 5 кг.

## Розповсюдження
Дрохва — степовий птах, населяє степи і напівпустелі Центральної та Східної Європи, Азії і Північно-Західної Африки. Зустрічається і в лісостеповій зоні Євразії. Через значне зменшення територій степів, вільних від сільського господарства, дрохви останнім часом почали гніздитися і на полях. Найбільше скупчення дрохв спостерігалося в степових районах Російської Федерації: Волгоградської області, республіці Калмикія. В Україні гніздиться у степовій частині Лівобережжя, включаючи Крим; зимує у Лівобережжі Сухостепової зони. Зимові скупчення — у Херсонській та Запорізькій областях, на Керченському півострові. Зимує в Криму, Закавказзі, Середній Азії та в Ірані.

## Чисельність і причини її зміни
В Україні у гніздовий період до 850 ос. (150—200 гніздових самок), взимку до 12,4 тис. ос., Європейська популяція − до 35,8 тис. ос. Чисельність скорочується через заростання ланів та пасовищ; зменшення місць для водопою; знищення гнізд під час випасання худоби, сінокосіння та обробітку ланів; розлякування птахів, зростання кількості здичавілих собак та воронових птахів; вилучення з природи кладок та виводків; відстріл на місцях зимівлі, загибель від зіткнення з ЛЕП.

## Спосіб життя
Попри те, що дрохва чудово літає, вона віддає перевагу пересуванню по землі, навіть у разі небезпеки намагаючись спочатку втекти, розвиваючи при цьому досить високу швидкість. Літає вона, поволі змахуючи крилами. Крик у дрохви — тихе тріщання, чутне тільки зблизька.

### Живлення
Дрохва живиться рослинною їжею — зернами та іншим насінням рослин, їсть овочі, крім картоплі, особливо любить горох, капусту і гірчицю, щипає молоду траву. Може ловити і дрібних ссавців, земноводних і деяких безхребетних, зокрема комах. У весняний період ласують їх личинками і яйцями.

### Міграція
Залежно від району проживання осілий, частково перелітний або перелітний вид. На Піренейському півострові дрохви практично не залишають гніздовий ареал, хоча птахи, що мешкають в Андалусії, в зимовий час іноді відкочовують у бік дельти річки Гвадалквівір. Популяції центральної частини Європи також переважно осілі, проте в суворі сніжні зими вони раніше часто (але не завжди) переміщалися на кілька сотень кілометрів у західному і південно-західному напрямках. Так, з Німеччини дрохви мігрували до країн, прилеглих до Північного моря, - Нідерландів, Бельгії та Франції, з району Карпат - в Італію через Хорватію та Словенію, а також на Балкани (Сербію, Чорногорію, Албанію та Грецію). На думку фахівців, схильність до міграції пов'язана не з низькими температурами як такими, а головним чином із товщиною снігового покриву, внаслідок якого птахи втрачають здатність добувати собі корм. Останніми роками міграція в цих районах не спостерігалася внаслідок надто малої кількості птахів і достатку кормового ріпаку. У Туреччині в холодну пору року частина птахів відкочовує в малосніжні райони, але за межі країни не відлітає.

### Розмноження

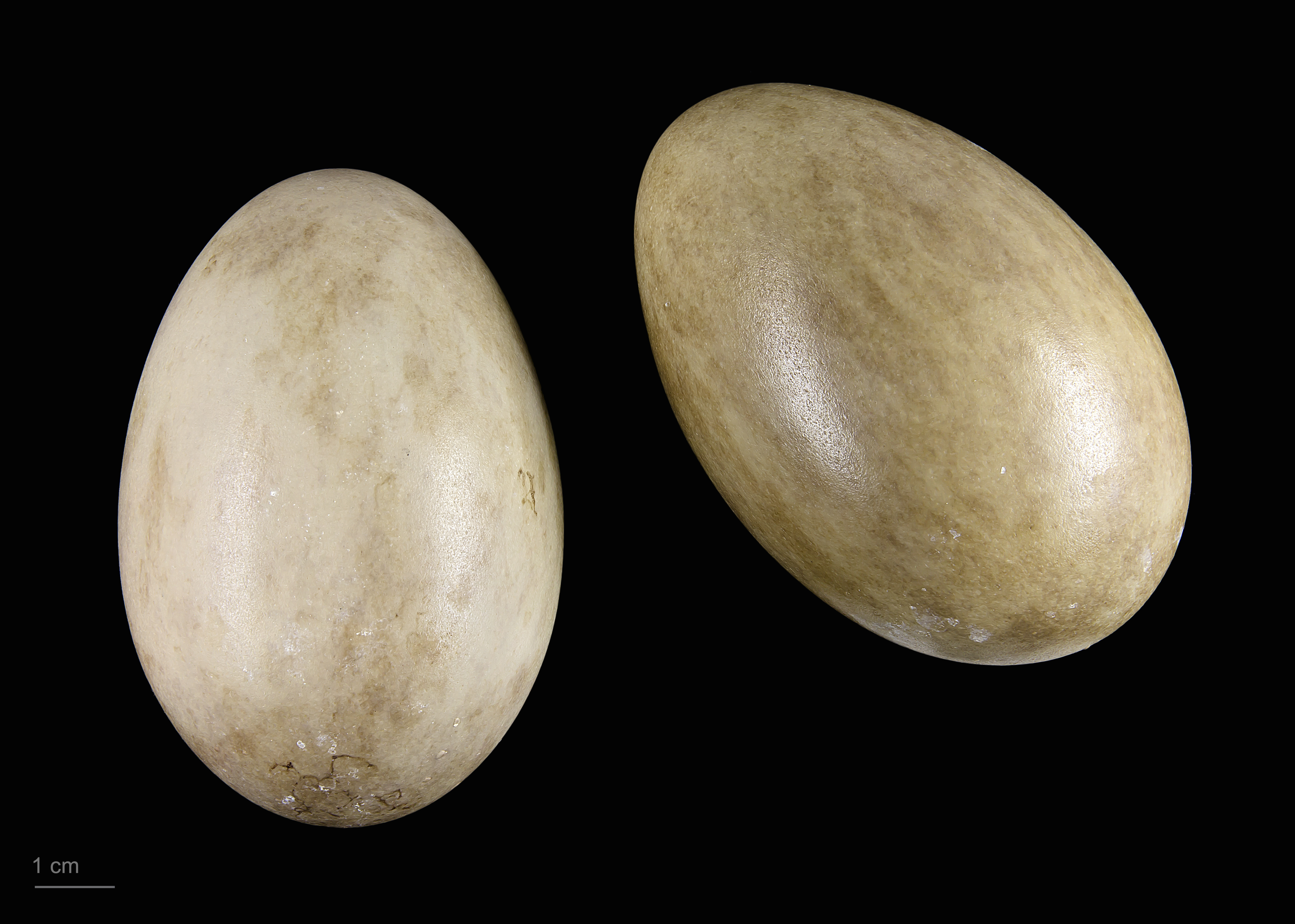
Яйця дрохви в оологічній колекції, Тулузький музей

Токуючий самець дрохви має характерний вигляд «білосніжної купи пір'я на пташиних ногах». Під час шлюбного періоду він часто закидає на спину хвіст так, що біле пір'я підхвістя вкриває птаха зверху, крила вивертає так, що їх білуватий низ прикриває темні боки. Голова закидається назад так, що серед настовбурченого пір'я її не видно. Горловий мішок роздувається до розмірів футбольного м'яча. У такому вигляді він перебігає по степу, несподівано з'являючись з трави. Місце для гнізда дрохва вибирає завжди дуже обережно, в густій траві, здатній приховати птаха, що сидить на яйцях, подалі від людей. Гніздо дрохви є невеликою, викопаною самицею в землі ямкою, яку вона вистилає сухим листям і стеблами трави. Дрохви відкладають зазвичай два, рідше три яйця глинястого або зеленкуватого кольору з темними плямами. Насиджуванням їх і вигодовуванням пташенят займається тільки самиця. До свого гнізда вона завжди наближається з великою обережністю, за щонайменшої небезпеки готова втекти в траву. Якщо людина підійде до гнізда і доторкнеться до яєць, дрохва до своєї кладки більше не повернеться. Пташенята вилуплюються через 28-30 днів, як тільки вони обсохнуть, самиця відразу відводить їх від гнізда. Пташенята дрохви харчуються тільки комахами, яких ловить для них їхня мати.
Дрохви розмножуються у неволі, але з цим існує низка проблем.
В Миколаївському зоопарку у 2014 р. було виведено пташеня дрохви.

## Охорона

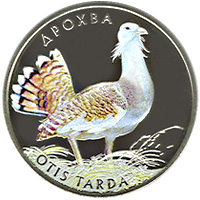
Ювілейна монета НБУ, присвячена дрохві

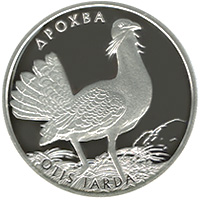
Срібна ювілейна монета НБУ, присвячена дрохві

Дрохву занесено до Європейського червоного переліку, включено до Червоної книги України (1994, 2009), до Конвенції з міжнародної торгівлі вимираючими видами дикої фауни і флори (CITES) (Додаток II), Боннської (Додатки I та II) та Бернської (Додаток II) конвенцій. В рамках Боннської конвенції укладений Меморандум про взаєморозуміння щодо збереження та менеджменту середньоєвропейської популяції дрохви. Гніздування виду на заповідних територіях не відомі. Мігруючі та зимуючі птахи можуть триматися в заповідниках степової зони. Необхідно: створити охоронні територій зі збереженням у їх межах екстенсивного тваринництва (Присивашшя, Приазовська височина, Керченський півострів, Тарханкут); знищувати бродячих собак та скорочувати чисельність воронових; заборонити полювання у місцях зимових скупчень; запобігати вилученню кладок та виводків.
На міжнародному рівні охороною дрохв займається «Міжнародний фонд охорони дрохви» [Архівовано 22 липня 2018 у Wayback Machine.] (МФОД) — некомерційна організація, яка працює за підтримки уряду Абу-Дабі. Проєкт управляє міжнародною мережею розплідників дрохв з метою збільшення їх чисельності по усьому ареалу їхнього природного проживання.
Дрохву в Україні утримують у зоопарках, намагаються розводити у ландшафтному парку «Печенізьке Поле» (Печенізький район Харківської області).

## Дрохва в геральдиці
Дрохва зображена на гербі міста Бобринець (Кіровоградська область), на гербі Печенізького району (Харківська область), на гербі міста Льгів (Льгов) та Льговського району (Курська область, РФ), на прапорі графства Вілтшир (Південно-Східна Англія).